# 早田俊幸
早田 俊幸（はやた としゆき、1968年5月2日 - ）は、岐阜県出身の日本の陸上競技選手。専門は長距離走・マラソン。1994年広島アジア競技大会男子マラソン銀メダリスト、1995年世界陸上イェーテボリ大会男子10000m日本代表。

## 経歴
- 県立岐阜商業時代、高校2年生まで野球部に在籍したが、その後陸上競技部に転部。高校の後輩にはシドニーオリンピック・女子マラソン金メダリストの高橋尚子らがいる。
- 高校卒業後の1987年、カネボウに入社し同社陸上競技部に所属する。主に駅伝大会での活躍は目覚ましく、必ず前を走るランナーをしとめることから「駅伝ハンター」の異名をとった。1988年、瀬古利彦の引退レースとなった国際千葉駅伝に出場。男子の部の1区（10・0km)を走り27分56秒という2013年8月現在でも国内的には十分｢トップレヴェルの記録｣として通用する高水準の記録をマークし，一躍脚光を浴びた。
- 1992年のバルセロナオリンピック・男子マラソン代表選考会となった東京国際マラソンでは、優勝した森下広一と2位の中山竹通らと初マラソンながらレース終盤までデッドヒートを繰り広げた。共にバルセロナ五輪代表入りした森下・中山にはあと一歩届かなかったが3位でゴール、瀬古・中山らに続く日本マラソン界のホープとして期待された。
- 1994年の広島アジア競技大会・男子マラソンでは、優勝した黄永祚（韓国）と終盤まで競り合い、惜しくも黄に及ばなかったが2位入賞・銀メダルを獲得した。
- 1995年の世界陸上選手権男子10000m決勝には渡辺康幸と共に日本代表として挑んだ。ハイレ・ゲブレシラシエ・ポール・テルガトら錚々たる面々と戦い、8位入賞は逃したものの、27分53秒12の自己新記録をマークして10位の成績を残した。
- 1996年開催のアトランタオリンピック代表の期待が高まったが、男子マラソン代表選考会の福岡国際マラソンで途中嘔吐症状で立ち止まり30位、東京国際マラソンでも足のケガで途中棄権に終わり、アトランタ五輪代表入りはならなかった。
- アラコに移籍した1997年の福岡国際マラソンで、当時国内現役最高記録となる2時間08分07秒を記録し復活。その後、熊本陸協を経てユニクロに入社。この時は中国電力など、マラソンのトップランナーのいる広島市に練習拠点を置き、ユニクロ広島庚午店の店頭にも立った。
- 2000年開催のシドニーオリンピック代表入りを目指したが、男子マラソン代表選考会の福岡国際マラソンで7位、びわ湖毎日マラソンでも9位に終わった。同2000年から本田技研に所属。その後は駅伝とトラック競技を中心に活躍した。
- 2003年6月に現役引退。社業に専念する傍ら、市民ランナーとして各地のマラソン大会に出走している。近年ではシドニー五輪代表の川嶋伸次との対談や、トレイルランへの参加など、新たな道を模索して活動中である。

## 自己ベスト記録
- 5000m 13分30秒11
- 10000m 27分53秒12
- ハーフマラソン 1時間00分42秒（'96年の東京シティハーフマラソンでマーク。同レースでは旭化成の大崎栄に先着を許したが，大崎と同タイムで当時の日本最高記録をマークした。ただし，このコースは東京都庁前スタート～大井競馬場内フィニッシュの片道･高低差33ｍの下り坂コースだったため国際陸上競技連盟（IAAF）が道路競技の記録を公認するようになった2004年以降は参考記録になる。平坦コースでの自己記録は’94年の全日本実業団ハーフマラソンでの1時間01分34秒である）
- マラソン 2時間08分07秒（'97年福岡国際マラソン選手権大会2位、優勝はアトランタ五輪金のジョサイア・チュグワネで2時間07分28秒の当時の大会記録だった）

## マラソン成績
- 1,2時間10分37秒　　3位　92東京国際（バルセロナ五輪選考会）
- 2,2時間15分16秒　　8位　93ロッテルダム
- 3,2時間11分04秒　　8位　93福岡国際
- 4,2時間10分19秒　　3位　94東京国際
- 5,2時間11分57秒　　2位　94広島アジア大会
- 6,途中棄権　　　　　　   95ロッテルダム
- 7,2時間18分27秒　 30位　95福岡国際（アトランタ五輪選考会）
- 8,途中棄権　　　　　　   96東京国際（アトランタ五輪選考会）
- 9,途中棄権　　　　　　   96福岡国際
- 10,2時間08分07秒　　2位　97福岡国際（生涯自己記録・当時国内日本最高記録・当時日本歴代4位）
- 11,2時間12分01秒　 12位 98福岡国際
- 12,2時間10分38秒　　7位　99福岡国際（シドニー五輪選考会）
- 13,2時間12分14秒　　9位　00びわ湖毎日（シドニー五輪選考会）
- 14,途中棄権　　　　　　   01びわ湖毎日

## 関連書籍
- 『速すぎたランナー』（増田晶文著、小学館、2002/4、ISBN 978-4093792271）